# Filomena Gabriela Correia Brandão Henriques de Noronha
Filomena Gabriela Correia Brandão Henriques de Noronha, Brandão Henriques de Noronha ou Correia Henriques de Bettencourt e Atouguia Brandão de Noronha, terceira viscondessa da Torre Bela (Berlim, 18 de Março de 1839 – Funchal, 9 de Agosto de 1925), foi uma nobre portuguesa, tendo sido personalidade estimada na Ilha da Madeira, onde promoveu grandes festas aristocráticas e filantropia. Tornou-se condessa da Torre Bela.

## Descendência
Filha única — uma sua irmã havia falecido aos dois anos de idade — e herdeira dos segundos viscondes da Torre Bela, João Correia Henriques de Noronha Brandão e Isabel Joaquina Correia de Atouguia e Vasconcelos, filha herdeira do morgado João Manuel de Atouguia, Governador do forte da Conceição, do Ilhéu do Funchal. Era neta do primeiro visconde da Torre Bela, Fernando José Correia Brandão Bettencourt de Noronha Henriques e de Emília Henriqueta Pinto de Sousa Coutinho, Dama da Ordem de São João de Jerusalém, filha dos primeiros Viscondes de Balsemão.
Descendia em linha recta de João Afonso Correia, que instituiu o morgado da Torre em Câmara de Lobos, com nobres casas e engenhos de cana de açúcar e fundou para jazigo de família a capela do Espírito Santo na igreja paroquial de Santa Maria do Calhau do Funchal, que a cheia de 1803 arrastou para o mar.
De Afonso Correia foi filho António Correia, a quem os contemporâneos chamavam O Grande, pela sua riqueza e liberalidade tendo gasto mais de 20 000 cruzados no serviço d'El-rei, pelo que, em 1509, teve a renovação do foro, de fidalgo, que pertencia a seus maiores. Morreu com mais de cem anos e foi sepultado na igreja de São Sebastião de Câmara de Lobos. Um bisneto deste e herdeiro dos vários vínculos instituídos pelos seus ascendentes, de nome António Correia de Bettencourt, que nasceu em 1601 e faleceu em 1670, foi quem edificou a capela de Nossa Senhora da Boa Hora na Quinta da Torre, em Câmara de Lobos.
Na casa dos Correias Henriques incorporaram-se vários morgadios, entre os quais o da Torre em Câmara de Lobos, o dos Brandões, padroeiros da igreja e Hospício do Carmo e senhores da Capela da Alegria, em S. Roque, sendo considerada a mais rica, logo depois da do Conde do Carvalhal. O seu solar do Funchal era na casa à rua do Comércio, actual rua dos Ferreiros, que ainda hoje ostenta, sobre a porta principal, as suas armas esculpidas em pedra da ilha. A viscondessa da Torre Bela, residia no antigo solar de Henrique Henriques de Noronha, grande genealogista e historiador madeirense, que a condessa também representava e que fora completamente reedificado pelo seu marido.

## Casamento e geração
A viscondessa da Torre Bela, casou em St. John's Wood Westminster, Londres, a 15 de Setembro de 1857, com autorização régia, com Russel Manners Gordon, súbdito britânico, que pelo seu casamento haveria de assumir o título de 3.º visconde consorte e, mais tarde, por decreto de 6 de Setembro de 1894, haveria de ser elevado à grandeza do Reino como 1.º conde da Torre Bela. Tiveram três filhos:
1. Mary Arabela Ella Kenmure Correia Gordon  (1861-1947).
2. Isabel Constânça Gordon  (1863), que se casou em primeiras núpcias com o barão Charles van Beneden e em segundas com Joseph Gabriel Edward Francis Bolger, nascido em Dublin em 1858.
3. James Murray Kenmure Correia Gordon, 4.º visconde da Torre Bela.

James Murray Kenmure Gordon, 4.º visconde,  foi diplomata português e faleceu solteiro e sem descendência, motivo pelo qual, a representação desta antiga casa viria a passar para o seu sobrinho, Dermont Francis Bolger, filho de sua irmã Isabel Constança. Dermont Francis Bolger, foi um cidadão britânico, residiu na cidade do Funchal, deixou descendência, que segue a administração das várias propriedades espalhadas pela ilha da Madeira.

## Morte
A viscondessa faleceu no seu Palacete do Largo do Colégio do Funchal. Inicialmente sepultada no cemitério das Angústias, os seus restos mortais, viriam, posteriormente a serem transladados para a capela de Nossa Senhora da Boa Hora, localizada ao sítio da Torre em Câmara de Lobos. A sociedade madeirense ficou a dever à condessa, vários actos de caridade e de assistência, um dos quais seria a oferta da sua propriedade Quinta de S. Filipe para a instalação da Escola de Artes e Ofícios do Funchal.